# EMD AEM-7
A EMD AEM-7 foi uma locomotiva fabricada pala empresa Electro-Motive Division (EMD), possuía configuração Bo-Bo (Classificação UIC Simplificada Britânica), Bo'Bo' (Classificação UIC) e B-B (Classificação AAR). Com uso exclusivo nos Estados Unidos no Corredor Nordeste, entre Washington DC e Boston e ainda no Corredor Keystone, entre Philadelphia e Harrisburg na Pennsylvania.
Construída de 1978 a 1988, no Departamento Mecânico Boston da Amtrak, que também é conhecido como "Meatballs" e no Departamento Mecânico Washington conhecido como ASEA. A maioria das partes e componentes foram desenvolvidos na Suécia pela ASEA (Allmänna Svenska Elektriska Aktiebolaget), fundida com a ABB em 1988. Os aficcionados por ferrovias e locomotivas chamam a AEM-7 como "torradeira", referindo-se ao formato de caixa da locomotiva.

## História
Na metade dos anos de 1970 a Amtrak viu a necessidade de substituir a famosa locomotiva elétrica PRR GG1 da Pennsylvania Railroad. Os modelos da Europa foram considerados base para o novo projeto, e duas delas foram escolhidas para a análise em 1977. A primeira um modelo francês chamado Classe CC 21000 e o outro um sueco chamado Rc4. A Amtrak escolheu o modelo sueco, que se tornou base para a AEM-7. A Amtrak solicitou primeiro 30 locomotivas AEM-7 em 1977, e mais 17 adicionais em 1980.

### Produção
Em 1978 a EMD iniciou a produção. Os chassis vieram da empresa Budd, com a elétrica, os truques e as partes mecânicas da Suécia. A primeira AEM-7 (900) foi entregue a Amtrak e entrou em serviço no ano de 1979. Entre 1980 e 1982, 46 novas AEM-7 (901-946) também entraram em serviço. Isto ajudou na remoção das últimas GG1 do serviço regular. A Amtrak solicitou mais 7 em 1987, que foram completadas em 1988.

### Detalhes Técnicos
A locomotiva AEM-7 pesa somente 101 toneladas, enquanto que a GG1 tinha 238 toneladas. Com todo o peso nos oito rodeiros, a AEM-7 tinha muitos cavalo-vapors de força (70 cv/ton), unido a um sofisticado sistema de controle de rodas.

### Acidentes
Em 4 de janeiro de 1987, as locomotivas nº 900 e 903 foram destruídas em uma colisão fatal com um trem da ferrovia Conrail, este um trem de carga, em Maryland. A locomotiva nº 913 foi muito danificada em um incêndio em novembro de 2000, e foi removida do serviço ativo em fevereiro de 2003. A nº 930 foi danificada em um incêndio em Elkton (Maryland) no dia 29 de junho de 2003. Em 8 de julho do mesmo ano a locomotiva nº 922 foi também seriamente danificada, e a locomotiva nº 910 pegou fogo em 5 de outubro de 2007.

### Operações Atuais
Atualmente existem 51 locomotivas AEM-7 na malha ferroviaria da Amtrak, do nº 901 ao nº 953, exceto a 903 e a 913. Em adição a Amtrak, a MARC e a SEPTA também operam AEM-7 em serviço comutativo, com 4 e 7 unidades respectivamente. Devido a atualização do Corredor Keystone a Amtrak iniciou a elitrificação "empurra-puxa" no serviço de trens de Keystone, com a AEM-7 iniciando de leste e finalizando a oeste.